# Биргильда (остановочный пункт)
Биргильда — раздельный пункт Челябинского региона Южно-Уральской железной дороги, на участке Бердяуш — Полетаево I.
До Полетаева I — 11 км, до Бердяуша — 175 км. 
Осуществляется посадка и высадка пассажиров на (из) поезда пригородного и местного сообщения. Приём и выдача багажа не производятся.